# Milicia excelsa
Milicia excelsa (также известный как африканский тик, мвуле или ироко) — вид африканских тропических деревьев. Он известен прежде всего по качественной древесине — ироко — получаемой из деревьев. Территория обитания этого вида постепенно сокращается.

## Описание
Африканский тик — крупное листопадное дерево, вырастающее до 50 метров в высоту. Кора светло- или тёмно-серая, толстая, с маленькими трещинами. При повреждении коры, из неё начинает сочиться латекс. Крона дерева обычно начинается с высоты 20 метров. Прямые крупные ветви кроны образуют зонтичную форму. Мелкие ветви либо опущены вниз (на женских деревьях), либо подняты (на мужских деревьях). Листья достигают 5—10 см в длину, по форме — яйцевидные или эллиптические, с зубчатыми краями. Деревья двудомные. Мужские деревья имеют белые серёжки, которые свисают на 15—20 см из пазух листьев. Женские деревья имеют шипы 5—6 см длиной. Плоды длинные, сморщенные и мясистые, с мелкими семенами, погружёнными в мякоть.
Имеются данные о том, что отличия некоторых деревьев от остальных являются результатом изменения окружающей среды. Исследование, проведённое в 2010 году, установило, что изменение окружающей среды в разных районах Бенина вызвало мутации у деревьев вида Milicia excelsa. Другие исследования приписывают эти особенности резкой смене климата в регионе. В частности, особенности грунта и количество осадков играет важную роль в морфологических изменениях Milicia excelsa.

## Ареал
Африканский тик произрастает на территории всей тропической Центральной Африки. Его ареал простирается от Гвинеи-Бисау на западе до Мозамбика на востоке. Африканский тик встречается в Анголе, Бенине, Бурунди, Камеруне, ЦАР, в Республике Конго, в ДРК, Экваториальной Гвинее, Эфиопии, Габоне, Гане, Кот д’Ивуаре, Кении, Малави, Мозамбике, Нигерии, Руанде, Сан-Томе и Принсипи, Сьерра-Леоне, в Судане, Танзании, Того, Уганде и Зимбабве. Его естественная среда обитания — влажные саванны, тропические леса, пойменных и равнинные вечнозелёные леса. Эти деревья могут выдерживать уровень осадков менее 70 см или шесть месяцев засухи, питаясь одними грунтовыми водами.

## Использование
Африканский тик имеет прочную тёмно-коричневую древесину, использующуюся для строительства, производства мебели, столярных изделий, панелей, полов и лодок. Деревья растут быстро и достигают подходящей для рубки прочности за пятьдесят лет. Дерево является азотфиксирующим, и поэтому листья используются для мульчирования.
Дерево также известно в народной медицине. Порошок из коры используют при кашле, проблемах с сердцем и усталости. Латекс используется в качестве противоопухолевого агента и очистителя желудка и горла. Листья и пепел также используются в лечебных целях.
Из-за этих и многих других применений Milicia excelsa внесён в Красную книгу МСОП с охранным статусом «под угрозой» (BIZOUX, J.-P., 2009). Учёные сообщают, что большинство оставшихся африканских тиков в Бенине были законсервированы на фермах (Ouinsavi & Sokpon, 2008).